# Harpactea henschi
Harpactea henschi är en spindelart som först beskrevs av Kulczynski 1915.  Harpactea henschi ingår i släktet Harpactea och familjen ringögonspindlar. Inga underarter finns listade i Catalogue of Life.